# 米良乡
米良乡，是中华人民共和国湖南省湘西土家族苗族自治州凤凰县下辖的一个乡镇级行政单位。

## 行政区划
米良乡下辖以下地区：
排门村、夯来村、吉乐村、芭科村、叭仁村和米良村。